# Metidilazina
Metidilazina (Dilosyn, Tacaryl) é uma anti-histamínico d primeira geração com propriedades anticolinérgico da classe das fenotiazinas. É comercializado na forma de cloridrato.
Análogo de anel compactado, a metidilazina mostra apenas uma atividade muito fraca como um tranquilizante; Em vez disso, esse agente constitui um importante anti-histamínico.
Tem aplicação como antiprurídico, mas sendo um fármaco potente, assim como a trimeprazina, seu uso deve ser realizado com muita cautela,  pois está associado ao risco de agranulocitose.

## Síntese

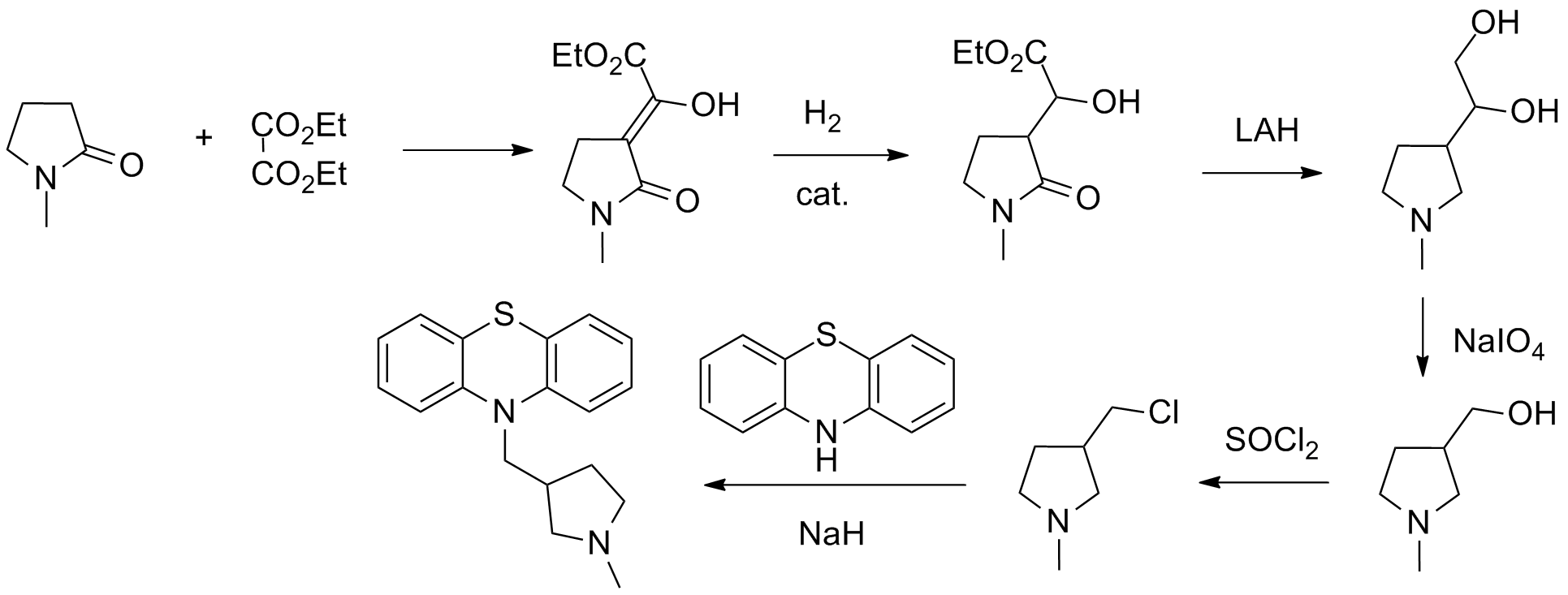
Síntese da metidilazina: R. F. Feldkamp and Y. H. Wu; Mead Johnson & Company; (1960).

## Ação sobre bactérias
Apresenta um sinergismo com as propriedades antibacterianas do antipsicótico proclorperazina , além de alguns antibióticos e agentes quimioterápicos, sendo atribuída esta ação bactericida à alteração da permeabilidade da membrana das bactérias.